# Белоусов, Григорий Евгеньевич
Григо́рий Евге́ньевич Белоу́сов (вариант отчества Евменович) (1876—1916) — рабочий, депутат Государственной думы II созыва от Екатеринославской губернии.

## Биография
Родился в 1876 году в местечке Хотимск Могилёвской губернии. Учился в народной школе. С 14 лет работал на заводах, преимущественно стекольных, в Царстве Польском, Западном крае, Сибири и Донбассе.
В Сибири участвовал в сходках рабочих. Участник революционного движения, позже выдвинулся как активный деятель социал-демократического движения в Донецком бассейне, член РСДРП (меньшевиков). Принимал участие в организации профессионального движения в Донбассе.
Во время Революции 1905—1907 годов сортировщик бутылочного завода при ст. Константиновка, председатель профсоюза рабочих стекольного завода, член местного комитета РСДРП. Подвергался административным преследованиям. На партконференции Константиновско-Горловского района в марте 1906 года избран делегатом на 4 (Стокгольмский) съезд РСДРП, однако в апреле был арестован и на съезд не попал. Делегат 5 (Лондонского съезда РСДРП (1907) от с-д фракции Госдумы. В декабре 1906 года, в связи с угрозой нового ареста, вынужден был скрываться.
6 февраля 1907 года рабочий Сантуриновского завода в Константиновке был избран депутатом Государственной думы II созыва по рабочей курии от общего состава выборщиков Екатеринославского губернского избирательного собрания. Входил в социал-демократическую фракцию. В Думе не играл особенно видной роли, член Комиссии по помощи безработным.
В ходе её разгона в ночь на 3 июня 1907 года был арестован в Санкт-Петербурге. Особым присутствием Правительствующего Сената 1.12.1907 приговорён к 4 годам каторги с последующей ссылкой на поселение. Содержался в Александровской центральной каторжной тюрьме близ Иркутска (Иркутская губерния), где и окончил свой срок. В 1911 году как ссыльнопоселенец поселён в Карашчанскую волость Киренского уезда Иркутской губернии. Позже был переведён в Бельскую волость Балаганского уезда, но по болезни ему было разрешено временное жительство в селе Усолье, где имелся лечебный курорт.
В конце 1911 года бежал вместе с женой, эмигрировал в Европу, затем с весны 1912 года в США, где участвовал в агитационной кампании за пересмотр дела Социал-демократической фракции 2 Государственной Думы. Долгое время был безработным, затем служил швейцаром при больнице в городе Миннеаполис, где получила работу сиделки и жена. Во время Первой мировой войны примкнул к оборонцам, подписал обращение «К сознательному трудящемуся населению России». Сотрудничал в газете «Призыв» (Париж) и в издававшемся Л. Г. Дейчем в Нью-Йорке оборонческом журнале «Свободное слово». Скончался от рака 18 декабря 1916 года в Миннеаполисе, США. 

## Память
В 1917 году урну с прахом Белоусова перевезли из США в Константиновку, где она некоторое время хранилась в городском музее. По другим сведениям прах Белоусова в России был похоронен его женой в Екатеринославе.
В честь Г. Е. Белоусова названа улица в Константиновке.